# WxWidgets
wxWidgets – przenośna, wieloplatformowa biblioteka klas C++ o otwartym kodzie źródłowym służąca do tworzenia graficznych interfejsów użytkownika.
Biblioteka wxWidgets udostępnia jednolite API dla wszystkich obsługiwanych systemów operacyjnych, co oznacza, że za pomocą tego samego kodu źródłowego można zbudować programy dla systemów takich jak Windows, macOS, Linux i innych. W odróżnieniu od wielu innych bibliotek GUI, wxWidgets używa natywnych API danego systemu operacyjnego celem dostarczenia naturalnego wyglądu programów, jak również obsługi przyjaznej dla użytkowników każdego środowiska.
W chwili obecnej biblioteka pozwala nie tylko na tworzenie GUI. Obecne są w niej również moduły wspierające programowanie wielowątkowe, obsługę interfejsu gniazdowego (ang. sockets) oraz dostęp do baz danych poprzez ODBC.
Biblioteka zawiera mechanizmy ułatwiające tworzenie aplikacji w różnych wersjach językowych.

## Historia
Prace nad biblioteką wxWidgets zostały rozpoczęte w 1992 roku przez Juliana Smarta w Artificial Intelligence Applications Institute na Uniwersytecie Edynburskim.
Przez lata biblioteka funkcjonowała pod nazwą wxWindows. We wrześniu 2003 firma Microsoft skierowała do twórców biblioteki uprzejmą prośbę o zmianę nazwy. Po wielu dyskusjach i przemyśleniach nazwa została zmieniona na wxWidgets.

## Aplikacje zbudowane przy użyciu wxWidgets
- aMule – aplikacja P2P
- Audacity – edytor dźwięku
- BitTorrent – aplikacja P2P
- Cars HotSurf – program dla dealerów samochodowych; wyszukuje oferty sprzedaży używanych samochodów
- Cemu – emulator Wii U
- Code::Blocks – zintegrowane środowisko programistyczne
- CodeLite – zintegrowane środowisko programistyczne
- FileZilla – klient FTP
- Guayadeque Music Player – odtwarzacz muzyki
- RapidSVN – klient SVN
- TortoiseCVS – klient CVS
- Skyscraper – symulator tworzenia budynków 3D
- Hollywood IDE
- ECMerge
- Poedit
- Transcribe!
- BOINC
- Game Develop
- Audio Evolution
- Ginkgo CADx
- GIMIAS
- SYSmark 2012
- WebsitePainter
- Kirix Strata
- Caedium
- KiCad
- Kephra
- Writer's Café